# Dryobotodes servadeii
Dryobotodes servadeii is een vlinder uit de familie uilen (Noctuidae). De wetenschappelijke naam is voor het eerst geldig gepubliceerd in 1982 door Parenzan.
De soort komt voor in Europa.